# Józef Kukułka
Józef Kukułka (ur. 3 stycznia 1929 w Rączynie, zm. 6 października 2004 w Warszawie) – polski politolog, historyk i dyplomata, profesor zwyczajny, polityk ruchu ludowego, poseł na Sejm PRL IX kadencji.

## Życiorys

### Dzieciństwo
Pochodził z ubogiej, chłopskiej rodziny z Galicji. Jego rodzice Jan i Kazimiera z Dziukiewiczów gospodarowali na dwóch hektarach. W ramach komasacji gruntów w 1934 rodzina przeprowadziła się do miejscowości Cieszacin Wielki. Tam też Józef Kukułka uczęszczał do szkoły powszechnej. Nie miał w niej jednak możliwości ukończenia siódmej klasy, toteż zdecydował się przemierzać codziennie pieszo 16 kilometrów, aby ukończyć klasę siódmą w szkole w Jarosławiu. Świadectwo otrzymał w 1942. W ciągu następnych lat pracował fizycznie na roli i w lesie, jednocześnie uczęszczając na nauki w ramach tajnych kompletów. Po zajęciu Jarosławia przez Armię Czerwoną w 1944 uczył się w klasie trzeciej I Gimnazjum i Liceum Męskiego w Jarosławiu. Był wyróżniającym się uczniem, sekretarzem szkolnego koła Związku Młodzieży Wiejskiej „Wici”. Gimnazjum ukończył w 1948, znając podstawy trzech zachodnich języków obcych i jednego wschodniego.

### Wczesna działalność naukowa
Wierny ujawnionym zainteresowaniom, w 1948 rozpoczął studia na Wydziale Dyplomatyczno-Konsularnym Akademii Nauk Politycznych w Warszawie. Na pierwszym roku wyróżnił się, jako że był jedynym studentem, który zdał wszystkie egzaminy w pierwszym terminie, co prawda jedynie na oceny dostateczne. Otrzymał propozycję objęcia stanowiska młodszego asystenta w Katedrze Historii Powszechnej Najnowszej. W 1951 ukończył pierwszy stopień studiów, otrzymując dyplom wykwalifikowanego pracownika służby dyplomatyczno-konsularnej wydany przez powstałą w miejsce ANP Szkołę Główną Służby Zagranicznej. W 1953 obronił na tej uczelni pracę magisterską poświęconą podbojowi Maroka przez Francję. W niedługim czasie nominowany na adiunkta.
Pracując na pół etatu jako adiunkt w SGSZ, podjął jednocześnie studia aspiranckie w Instytucie Historii Polskiej Akademii Nauk. Ukończył je w 1957, zaś w 1958 obronił rozprawę kandydacką zatytułowaną Geneza sojuszu polsko-francuskiego 1917–1919 i otrzymał stopień kandydata nauk historycznych. Był jedną z ostatnich osób, które otrzymały ten stopień naukowy.

### Zaangażowanie w ruchu ludowym
Jeszcze w trakcie studiów aspiranckich w 1956 utracił pracę w SGSZ, gdyż po polskim październiku nowe władze zdecydowały o jej stopniowej likwidacji. Pozbawiony możliwości pracy w zawodzie, zaangażował się politycznie. Gdy w czasie „odwilży październikowej” doszło do rozpadu Związku Młodzieży Polskiej, Józef Kukułka, jako jego były członek, a także były „wiciarz” wraz z innymi reaktywował Związek Młodzieży Wiejskiej. Miał wówczas blisko 28 lat. Został pierwszym przewodniczącym Krajowej Rady Studenckiej ZMW (pełnił tę funkcję w latach 1958–1962). Był również członkiem prezydium Zarządu Głównego ZMW. Z tej ostatniej funkcji ustąpił w 1966, w wieku 37 lat. Praca w tym związku była dla Józefa Kukułki surogatem życia akademickiego, którego został pozbawiony.
W czasie aktywności w ZMW podjął również współpracę z Zakładem Historii Ruchu Ludowego. W latach 1961–1962 był redaktorem Roczników Dziejów Ruchu Ludowego. Napisał wówczas kilka rozpraw i artykułów poświęconych historii ruchu ludowego.

### Praca naukowa
W latach 1960–1962 był zastępcą kierownika Zakładu Historii Ruchu Ludowego Naczelnego Komitetu ZSL oraz redaktorem naczelnym „Rocznika Dziejów Ruchu Ludowego”. W październiku 1962 został adiunktem, następnie samodzielnym pracownikiem naukowym w Polskim Instytucie Spraw Międzynarodowych. Początkowo zajmował się historią stosunków międzynarodowych, później zaś państwami zachodnimi, w szczególności zaś Francją i NATO.
W 1967 ukończył najważniejsze dzieło naukowe – rozprawę habilitacyjną Francja a Polska po traktacie wersalskim, 1919–1922. Wydawnictwo odmówiło jednak jej druku zasłaniając się nadmiarem zleceń. Odwlekło to habilitację o trzy lata.
Wiosną 1968 wyjechał do pracy w Ambasadzie PRL w Paryżu, początkowo w stopniu I sekretarza, a następnie radcy. Pracował tam do 1972. Wyjazd pozwolił mu poszerzyć znacząco wiedzę o Francji – kraju, któremu poświęcił znaczną część swojego piśmiennictwa. W tym czasie zainteresował się teorią stosunków międzynarodowych.
Pod koniec 1970 opublikowano jego rozprawę habilitacyjną. W marcu 1971 zdał kolokwium na Wydziale Filozoficzno-Historycznym Uniwersytetu Łódzkiego. Za rozprawę habilitacyjną otrzymał w PISM nagrodę pierwszego stopnia.
W listopadzie 1972 uzyskał stanowisko docenta w Instytucie Nauk Politycznych UW. Po niespełna trzech latach objął stanowisko prodziekana Wydziału Dziennikarstwa i Nauk Politycznych. We wrześniu 1976 współtworzył Instytut Stosunków Międzynarodowych Uniwersytetu Warszawskiego i rok później został jego dyrektorem. Pełnił tę funkcję przez 13 lat. Ustąpił w 1990, pozostając jednak do końca pracownikiem ISM. W 1986 został profesorem zwyczajnym nauk humanistycznych.
Wypromował licznych doktorów, m.in.: Ryszarda Ziębę (1977), Romana Kuźniara (1981), Dariusza Popławskiego (1981), Stanisława Sulowskiego (1981), Stanisława Bielenia (1983), Stanisława Musiała (1983), Marka Tabora (1984), Pawła Sorokę (1985), Marka Pietrasia (1987), Irenę Rysińską (1991), Katarzynę Kołodziejczyk (1999), Ewę Czarkowską (2004).

### Działalność polityczna
Od 1947 był członkiem partii ruchu ludowego – początkowo Stronnictwa Ludowego, od 1949 Zjednoczonego Stronnictwa Ludowego (ZDL). Pełnił funkcje m.in. wiceprezesa Komitetu Warszawskiego ZSL (1959–1961), członka Naczelnego Komitetu (1980–1981) oraz wiceprezesa Naczelnego Komitetu partii (1981–1989). W latach 1985–1989 piastował mandat posła na Sejm PRL IX kadencji. Po 1990, aż do śmierci, był członkiem Polskiego Stronnictwa Ludowego.
W latach osiemdziesiątych wraz z Bohdanem Porębą był aktywny w Zjednoczeniu Patriotycznym „Grunwald”. W 1983 wybrany w skład Krajowej Rady Towarzystwa Przyjaźni Polsko-Radzieckiej. Od 16 lipca 1984 do 8 listopada 1989 był wiceprzewodniczącym Rady Krajowej Patriotycznego Ruchu Odrodzenia Narodowego.
Znany z poglądów krytycznych wobec polityki zagranicznej USA i Izraela. Przeciwnik syjonizmu w polityce międzynarodowej oraz jego krytyk w polityce krajowej.

## Śmierć, upamiętnienie
Zmarł tragicznie, potrącony przez samochód. Pochowany został na starym cmentarzu Służewskim.
W 2011 ustanowiono Nagrodę im. Józefa Kukułki za najlepszą rozprawę doktorską podejmującą teoretyczne aspekty stosunków międzynarodowych. Jedyną laureatką była Anna Wojciuk. Później zaprzestano przyznawać Nagrodę „wskutek wątpliwości co do kwalifikacji moralnych patrona”.

## Życie prywatne
Jego żoną była Krystyna Bolesta-Kukułka, absolwentka pedagogiki i profesor Wydziału Zarządzania Uniwersytetu Warszawskiego (zmarła po chorobie w 2 miesiące po śmierci męża); pozostawili dwóch synów: Jana (ur. 1966) i Piotra (ur. 1968).

## Publikacje
W pracy naukowej Kukułka zajmował się historią i teorią stosunków międzynarodowych, uważany jest za jednego z ojców polskiej nauki o stosunkach międzynarodowych, którą uważał za najszerszą z nauk humanistycznych; autor lub redaktor m.in.:
- Francja a Polska po Traktacie Wersalskim 1919–1921, 1970
- Współpraca polityczna państw wspólnoty socjalistycznej, 1976
- Problemy teorii stosunków międzynarodowych, 1978
- Międzynarodowe stosunki polityczne, 1982
- Historia współczesna stosunków międzynarodowych 1945–1994, 1996
- Historia współczesna stosunków międzynarodowych 1945–2000, 2003
- Wstęp do nauki o stosunkach międzynarodowych, 2004

## Odznaczenia
- Krzyż Komandorski z Gwiazdą Orderu Odrodzenia Polski (1998)[7]
- Krzyż Komandorski Orderu Odrodzenia Polski
- Krzyż Oficerski Orderu Odrodzenia Polski
- Krzyż Kawalerski Orderu Odrodzenia Polski
- Złoty Krzyż Zasługi